# الکسیس الگی
الکسیس الگی (انگلیسی: Alexis Alégué؛ زادهٔ ۲۳ دسامبر ۱۹۹۶) بازیکن فوتبال اهل کامرون است.
از باشگاه‌هایی که در آن بازی کرده‌است می‌توان به باشگاه فوتبال نانت اشاره کرد.
وی همچنین در تیم‌های ملی فوتبال France national under-16 football team و Cameroon national under-23 football team بازی کرده‌است.